# Vom Sperling und dem Adler
Vom Sperling und dem Adler oder Der selbstgefällige Spatz ist eine Erzählung aus den Geschichten aus Tausendundeine Nacht. Sie ist eine Binnengeschichte in der größeren Geschichte vom Fuchs und dem Raben.
In der Fabel muss ein Sperling eine bittere Lektion über Übermut lernen.

## Handlung
Einst flog ein Sperling zu einer Schafherde. Da sah er wie plötzlich ein Adler auf ein junges Lamm hinunterstieß, es mit seinen Krallen packte und davonflog. Als der Sperling dies sah, wollte er dasselbe tun und überschätzte sich. Er stieß auf einen fetten Widder hinunter, schlug seine Krallen in das Fell, verhedderte sich in der Wolle und war nun gefangen. Als der Hirte dies sah, der zuvor den Verlust seines Lamms mit ansehen musste, packte er wütend den Sperling, riss ihm die Flügelfedern aus und band ihm die Füße mit einer Schnur zusammen. Zuhause warf er den Sperling seinen Kindern vor mit den Worten, dass so einer aussehe, der es Höheren gleichtun wollte und damit ins Verderben geriet. 